# Natació sincronitzada al Campionat del Món de natació de 2013 – Rutina d'equip tècnic
La prova de equip tècnic es va celebrar el 20 de juliol i el 22 de juliol de 2013, al Palau Sant Jordi. Les preliminars, es van disputar el dia 20 i la final el dia 22.

## Resultats
Verd: Classificats per la final
| Posició | País           | Preliminar | Preliminar | Final  | Final   |
| Posició | País           | Punts      | Posició    | Punts  | Posició |
| ------- | -------------- | ---------- | ---------- | ------ | ------- |
| 1       | Rússia         | 96.500     | 1          | 96.600 | 1       |
| 2       | Espanya        | 94.700     | 2          | 94.400 | 2       |
| 3       | Ucraïna        | 93.200     | 3          | 93.300 | 3       |
| 4       | Japó           | 92.200     | 4          | 92.200 | 4       |
| 5       | Canadà         | 90.100     | 5          | 90.300 | 5       |
| 6       | Itàlia         | 89.600     | 6          | 89.900 | 6       |
| 7       | França         | 87.100     | 7          | 87.200 | 7       |
| 8       | Grècia         | 86.300     | 8          | 86.400 | 8       |
| 9       | Corea del Nord | 83.800     | 11         | 84.300 | 9       |
| 10      | Brasil         | 84.600     | 9          | 84.000 | 10      |
| 11      | Mèxic          | 84.100     | 10         | 83.700 | 11      |
| 12      | Països Baixos  | 81.800     | 12         | 81.700 | 12      |
| 13      | Kazakhstan     | 81.600     | 13         | 4      | 13      |
| 14      | Egipte         | 77.000     | 14         | 3      | 14      |
| 15      | Singapur       | 69.800     | 15         | 2      | 15      |
| 16      | Costa Rica     | 63.400     | 16         | 1      | 16      |